# Don Carlos (Bukidnon)
Don Carlos è una municipalità di seconda classe delle Filippine, situata nella Provincia di Bukidnon, nella Regione del Mindanao Settentrionale.
Don Carlos è formata da 29 baranggay:
- Bismartz
- Bocboc
- Buyot
- Cabadiangan
- Calaocalao
- Don Carlos Norte
- Don Carlos Sur (Pob.)
- Embayao
- Kalubihon
- Kasigkot
- Kawilihan
- Kiara
- Kibatang
- Mahayahay
- Manlamonay

- Maraymaray
- Mauswagon
- Minsalagan
- New Nongnongan (Masimag)
- New Visayas
- Old Nongnongan
- Pinamaloy
- Pualas
- San Antonio East
- San Antonio West
- San Francisco
- San Nicolas (Banban)
- San Roque
- Sinangguyan